# Monmouthi kereszt
A monmouthi kereszt (angolul: The Cross) a walesi Monmouth város Overmonnow nevű részének egyik jelentős műemléke. A St Thomas’ Square közepén áll, az azonos nevű templommal szemben, a Monnow híd nyugati végénél. A kereszt középkori eredetű. 1888-ban teljesen átépítették. 1974. augusztus 15. óta II. kategóriás brit műemléknek (British Listed Building) számít.

## Története
Egyes 19. századi források szerint az eredeti kereszt már 1039 előtt létezett. A tér, ahol áll, a St Thomas’ Square a középkorban jelentős piactér volt a Monnow híd nyugati feljárójánál, amelyik összekötötte Overmonnowt Monmouth központjával. A kereszt valószínűleg piactéri misézések helyszíne volt. 1764. április 1-jén egy tizennyolc éves lányt máglyán való égetésre ítélt a helyi bíróság, mivel megmérgezte úrnőjét. Az ítéletet a kereszt közelében hajtották végre. John Speed 1611-ből származó Monmouth-térképe szerint a kereszt jelenlegi helyén állt már. A 19. század végére mindössze a kő talapzata maradt fenn. 1888-ban a közeli Drybridge House tulajdonosa, Charles Henry Crompton-Roberts jóvoltából újjáépítették. Mivel a téren keresztül zajlott a városi közlekedés jelentős része, Crompton-Roberts vitába került a helyi elöljárókkal a kereszt helyét illetően, mivel szerintük akadályozta volna a közlekedést. Végük a St. Thomas the Martyr-templom plébánosának közbenjárásával sikerült elfogadtatnia, hogy a keresztet eredeti helyén állítsák vissza. Az újjáépítési munkálatokat F.A. Powell építész tervei szerint végezték, aki ugyanebben az időszakban a szomszédos templom felújításán is dolgozott. A keresztet William Simmonds építette meg, a faragásokat pedig a newporti H. Wall készítette. Wall faragta a kereszt tetejét díszítő fülke négy szobrát is (Szent Tamás, Szűz Mária, Szent Mihály és Szent Cenhadlon). Wall hetven fontot kapott munkájáért.
1897-ben Viktória királynő gyémántjubileuma alkalmából egy ivókutat építettek St. Thomas the Martyr-templom mellett. A kereszt mellé pedig egy vályút szereltek fel a lovak számára, de hamar elbontották, mivel jelentősen akadályozta a közlekedést.

## Fordítás
- Ez a szócikk részben vagy egészben  a   The Cross, Monmouth című angol Wikipédia-szócikk ezen változatának fordításán alapul.  Az eredeti cikk szerkesztőit annak laptörténete sorolja fel. Ez a jelzés csupán a megfogalmazás eredetét és a szerzői jogokat jelzi, nem szolgál a cikkben szereplő információk forrásmegjelöléseként.